# Härzlisee
Der Härzlisee ist ein See unterhalb des Rigidalstocks im Wander- und Wintersportgebiet Brunni auf dem Gebiet der Schweizer Gemeinde Engelberg im Kanton Obwalden.
Der kleine Bergsee wurde im Jahr 2000 als Wasserspeicher zur Beschneiung der Skipisten im Gebiet Brunni angelegt. Seinen Namen erhielt er aufgrund seiner annähernd herzförmigen Form. Neben dem See liegen die Brunnihütte (SAC-Schutzhütte), die Kräuterhütte und die Bergstation der Sesselbahn Ristis-Brunnihütte. Rund um den See ist ein 220 m langer, als «Kitzelpfad» bezeichneter Barfussweg angelegt.

## Einzelnachweise

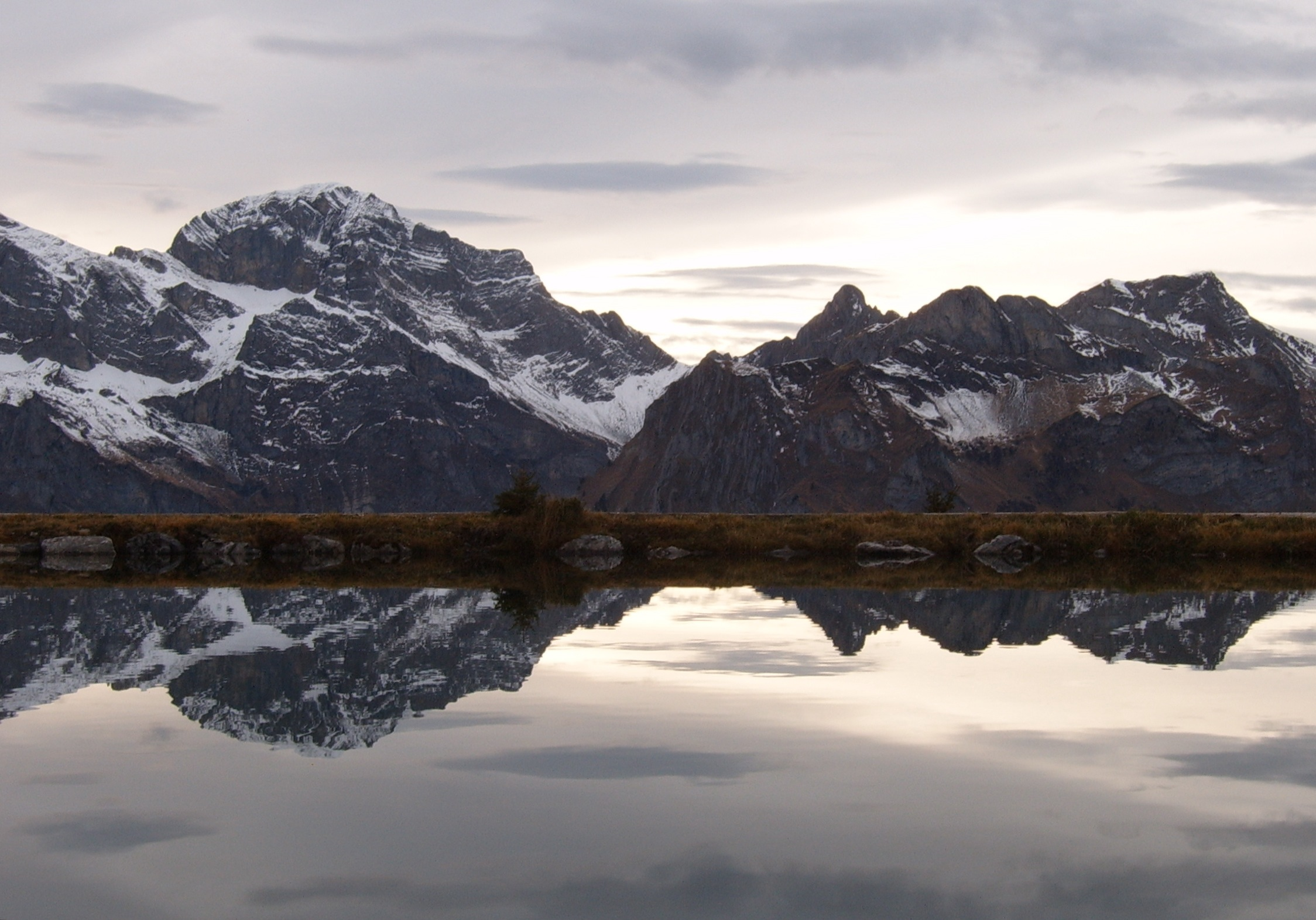
Bei Windstille spiegeln sich im Härzlisee die Gipfel des Titlis-Massivs.